# Aminoacetonitril
Aminoacetonitril (AAN) is een eenvoudige organische verbinding met een aminogroep en een nitrilgroep. Het is commercieel beschikbaar in de vorm van een zout, bijvoorbeeld het hydrochloride (CAS-nummer 6011-14-9) of het sulfaat (CAS-nummer 5466-22-8).

## Synthese
Aminoacetonitril kan bereid worden door ammoniak, formaldehyde en blauwzuur te reageren bij een temperatuur meer dan 100 °C:
{\displaystyle \mathrm {CH_{2}O\ +\ HCN\ +\ NH_{3}\longrightarrow \ NH_{2}CH_{2}CN\ +\ H_{2}O} }
In de plaats van ammoniak kan men een ammoniumzout gebruiken, bijvoorbeeld ammoniumchloride en in plaats van blauwzuur een cyanide, bijvoorbeeld kaliumcyanide, zoals in de eerste stap van de Strecker-aminozuursynthese.
Men kan ook eerst formaldehyde met waterstofcyanide reageren tot glycolnitril (HOCH2CN), dat in een volgende stap met ammoniak reageert tot aminoacetonitril.

## Toepassingen
Aminoacetonitril is een intermediaire stof in de productie van biologisch actieve stoffen zoals geneesmiddelen en landbouwchemicaliën. Zo kan men 1,2,5-thiadiazolen bereiden door aminoacetonitril te reageren met een zwavelverbinding.
Aminoacetonitril kan gehydrogeneerd worden tot ethyleendiamine. Di-ethyleentriamine is een bijproduct.
Door verzeping van de nitrilgroep wordt aminoacetonitril omgezet in het aminozuur glycine:

## Voorkomen in het heelal
In 2008 konden onderzoekers van het Max Planck-instituut voor radioastronomie te Bonn de aanwezigheid aantonen van aminoacetonitril in de Large Molecule Heimat, een galactische gaswolk in het sterrenbeeld Boogschutter. Dit betekent dat er mogelijk ook glycine aanwezig is in de ruimte, het eenvoudigste aminozuur.